# Kara
Kara (카라) a fost o formație feminină sud-coreeană de muzică pop, care a debutat în 2007 la casa de discuri DSP Media. Grupul a fost desființat în ianuarie 2016.
O fostă membră, Goo Hara, a decedat pe 24 noiembrie 2019 prin sinucidere.

## Membri
- Park Gyu-ri
- Han Seung-yeon
- Goo Ha-ra
- Heo Young-ji
- Kang Ji-young
- Nicole Jung
- Kim Sung-hee

## Discografie
- 2007: The First Blooming
- 2008: Rock U
- 2008: Pretty Girl
- 2009: Honey
- 2009: Revolution
- 2010: Lupin
- 2010: Jumping
- 2010: Girl's Talk
- 2011: Step
- 2011: Super Girl
- 2012: Pandora
- 2012: Girls Forever
- 2013: Fantastic Girls
- 2013: Full Bloom
- 2014: Day & Night
- 2015: In Love
- 2015: Girl's Story